# Súðavík
Súðavík est une localité islandaise et une municipalité (Súðavíkurhreppur), située sur l'Álftafjörður, dans le nord-ouest de l'île, dans la région des Vestfirðir. En 2022, le village comptait 168 habitants.

## Histoire
Le 16 janvier 1995, une avalanche tomba sur le village à 6h25 et détruisit plusieurs bâtiments, pour la plupart des maisons d'habitation. Quatorze personnes furent tuées dont huit enfants et douze furent blessées. Une tempête de neige rendait difficiles et dangereuses les opérations de secours. Le dernier survivant fut dégagé 23 heures après la chute de l'avalanche et les recherches continuèrent jusqu'au soir du 17 janvier . Un fonds de secours fut ouvert au public et permit de collecter 300 000 000 couronnes (environ 3 000 000 €).
Deux autres avalanches tombèrent depuis le Traðargil et détruisirent d'autres maisons mais, la zone ayant été évacuée, aucune victime ne fut à déplorer.
Au cours d'une réunion publique tenue le 23 janvier 1995, il fut décidé de reconstruire le village sur un emplacement plus sûr. Les propriétés se trouvant à l'intérieur du périmètre dangereux furent vendues au gouvernement islandais et la construction commença le 23 août de cette année. À l'hiver 1996, 51 maisons étaient construites et huit autres avaient été déplacées depuis l'ancienne zone résidentielle. L'activité économique fut déplacée avec les résidents, hormis l'usine frigorifique qui continue d'opérer de la même manière qu'auparavant. De nombreuses habitations de l'ancien village servent maintenant de résidences touristiques pendant l'été.